# (25473) 1999 XJ38
(25473) 1999 XJ38 est un astéroïde de la ceinture principale d'astéroïdes découvert en 1999.

## Description
(25473) 1999 XJ38 a été découvert le 3 décembre 1999 à Uenohara, Yamanashi, ville de la préfecture de Yamanashi, au Japon, par Nobuhiro Kawasato.

### Caractéristiques orbitales
L'orbite de cet astéroïde est caractérisée par un demi-grand axe de 2,23 UA, un périhélie de 1,91 UA, une excentricité de 0,14 et une inclinaison de 1,72° par rapport à l'écliptique. Du fait de ces caractéristiques, à savoir un demi-grand axe compris entre 2 et 3,2 UA et un périhélie supérieur à 1,666 UA, il est classé, selon la JPL Small-Body Database, comme objet de la ceinture principale d'astéroïdes.

### Caractéristiques physiques
(25473) 1999 XJ38 a une magnitude absolue (H) de 15,3 et un albédo estimé à 0,331.